# Geëclipseerde conformatie

Ruimtelijke weergave en Newmanprojectie van een geëclipseerde conformatie van ethaan.

In de organische chemie verwijst een geëclipseerde conformatie (vaak aangeduid met de Engelse term eclipsed) naar een specifieke conformatie, waarbij de substituenten (veelal waterstofatomen) van 2 opeenvolgende koolstofatomen in een koolstofketen achter elkaar geschikt staan. Dit komt voornamelijk tot uiting bij de constructie van de Newmanprojectie. Daarbij is duidelijk te zien dat de substituenten elkaar sterisch hinderen (de torsiehoek tussen elk substituent bedraagt immers 0°). De elektronenwolken komen in elkaars vanderwaalsstraal te zitten, wat een afstoting veroorzaakt. Dat zorgt ervoor dat de geëclipseerde conformatie een stuk onstabieler is dan de geschrankte conformatie (ongeveer 12,5 kJ/mol).
Dergelijke conformaties komen voor bij sp3-gehybridiseerde koolstofatomen, omdat er een vrije draaibaarheid ontstaat aan de sigma-binding. Bijgevolg kunnen een groot aantal conformaties worden aangenomen, waaronder de onstabiele geëclipseerde conformatie.